# Enrico Hillyer Giglioli
Enrico Hillyer Giglioli (ur. 13 czerwca 1845 w Londynie, zm. 16 grudnia 1909 we Florencji) − włoski zoolog i antropolog.